# Nashville (Arkansas)
Nashville – miasto w Stanach Zjednoczonych, w stanie Arkansas, w hrabstwie Howard.